# 2014년 5월 우루무치시 폭탄 테러

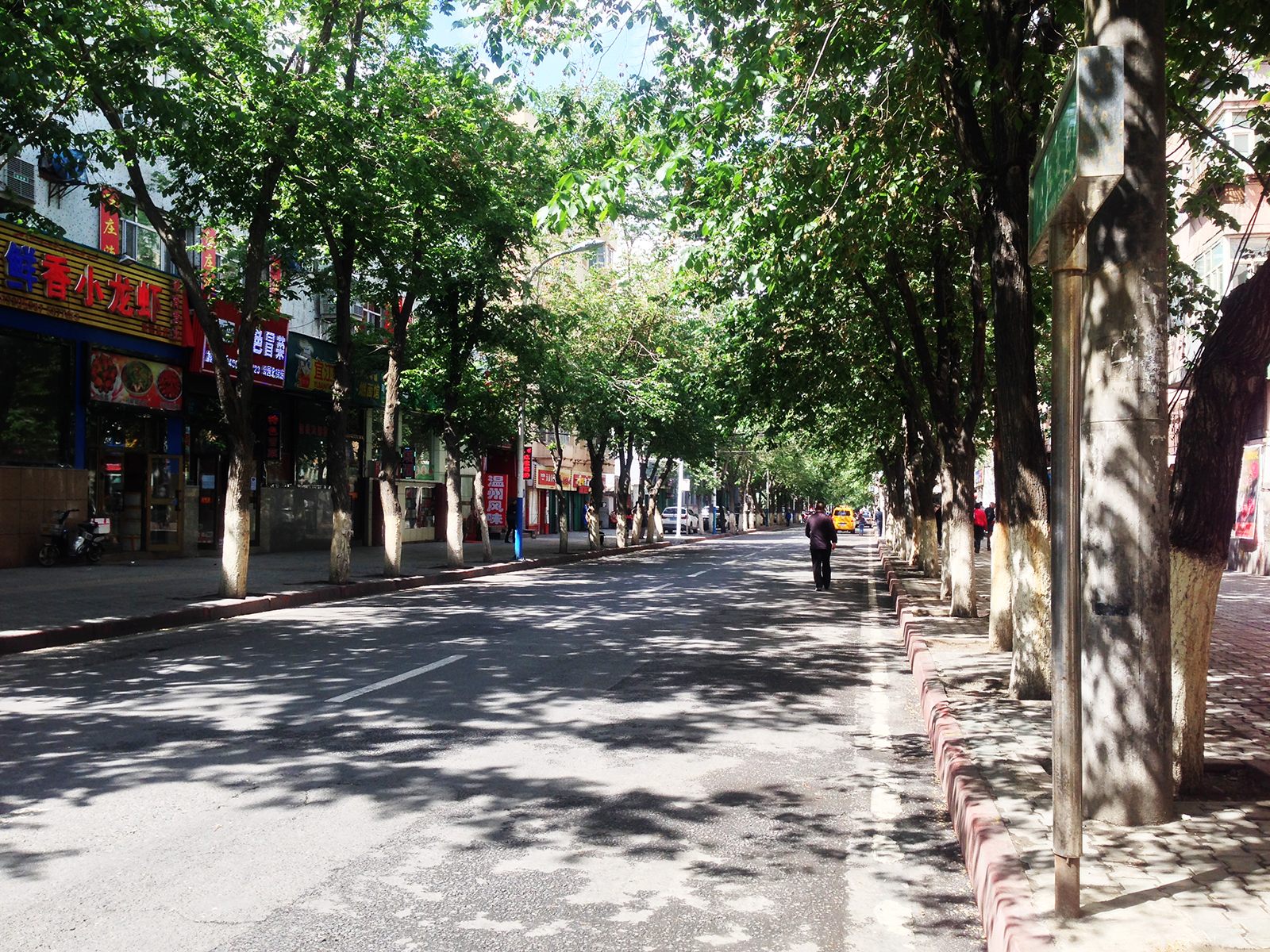

2014년 5월 우루무치시 폭탄 테러(중국어: 2014年乌鲁木齐公园北街早市暴力恐怖袭击案)는 2014년 5월 22일, 중화인민공화국 신장 위구르 자치구에 있는 우루무치시에서 발생한 테러 사건으로 SUV를 이용한 차량 폭탄 테러 사건이다. 이 사건으로 인해 43명이 사망했다.